# Jasmine Villegas
Jasmine Marie Villegas és una cantant estatunidenca de R&B i pop.